# ستودنیتسه (ناحیه ویشکوف)
ستودنیتسه (به چکی: Studnice) یک منطقهٔ مسکونی در جمهوری چک است که در ناحیه ویشکوو واقع شده‌است. ستودنیتسه ۶٫۳ کیلومتر مربع مساحت و ۴۷۳ نفر جمعیت دارد و ۵۴۵ متر بالاتر از سطح دریا واقع شده‌است.